# Ilhéus dos Mosteiros
Die Ilhéus dos Mosteiros sind vier kleine atlantische Felsinseln im äußersten (Nord-)Westen der Azoren-Insel São Miguel, im Süden der Ortschaft Mosteiros der Küste vorgelagert.
Es handelt sich um durch Erosion freigelegte Reste von vulkanischen Lavadomen. Die höchste Erhebung auf der westlichsten und zugleich größten der Inseln etwa 800 Meter vor der Küste misst 72 Meter.
Nicht zu verwechseln sind die Inseln mit den gleichnamigen Ilhéus dos Mosteiros nordöstlich der afrikanischen Insel Príncipe.